# Амилоидоз
Амилоидо́з (амилоидная дистрофия) — нарушение белкового обмена, сопровождающееся образованием и отложением в тканях специфического белково-полисахаридного комплекса — амилоида.

## Развитие амилоидоза
Развитие амилоидоза связано с нарушением белково-синтетической функции ретикуло-эндотелиальной системы, накоплением в плазме крови аномальных белков, служащих аутоантигенами и вызывающих образование аутоантител (см. Аллергия). В результате взаимодействия антигена с антителом происходит осаждение грубодисперсных белков, участвующих в образовании амилоида. Откладываясь в тканях (например, в стенках сосудов, железистых тканях и т. п.), амилоид вытесняет функционально специализированные элементы органа, что ведёт к гибели этого органа.

## Виды амилоидоза
AL-амилоидоз (immunoglobulin light chains derived) — первичный амилоидоз, вызванный появлением в плазме крови и отложением в самых разных тканях организма аномальных лёгких цепей иммуноглобулинов, синтезируемых малигнизированными плазмоцитами. Тот же процесс идёт и при миеломной болезни (болезнь Рустицкого — Калера, плазмоцитома), но здесь выступает на первый план патологическая пролиферация малигнизированного клона плазмоцитов, инфильтрирующих ткани (чаще всего плоские кости и позвонки, с развитием патологических переломов).
AA-амилоидоз (acquired) — вторичный амилоидоз, вызванный гиперсекрецией печенью белка острой фазы альфа-глобулина в ответ на любое хроническое воспаление. Этот процесс развивается при ревматоидном артрите, анкилозирующем спондилоартрите, бронхоэктатической болезни, хроническом остеомиелите, туберкулёзе, лепре и ряде других заболеваний.
Подвидом данного амилоидоза считается ASC-амилоидоз (systemic cardiovascular), развивающийся у лиц старше 70 лет. Патогенез в деталях неизвестен.
AF-амилоидоз (средиземноморская перемежающая лихорадка) — наследственная форма амилоидоза, с аутосомно-рецессивным механизмом передачи. Данным видом амилоидоза страдают люди, принадлежащие к определённым этническим группам, живущим по побережью Средиземного моря (евреи-сефарды, греки, арабы, армяне). Существуют разновидности амилоидоза, характерные для определённой географической местности: «португальский амилоидоз» (с преимущественным поражением нервов нижних конечностей), «американский амилоидоз» (с преимущественным поражением нервов верхних конечностей), семейный нефропатический амилоидоз, или «английский амилоидоз», протекающий с симптомами крапивницы, глухоты и лихорадки.
AH-амилоидоз (hemodialisis-related) — наблюдается исключительно у больных, находящихся на гемодиализном лечении. Патогенез связан с тем, что микроглобулин бета-2 класса MHC I, в норме утилизирующийся почками, не фильтруется в гемодиализаторе и накапливается в организме.
AE-амилоидоз — форма местного амилоидоза, развивающаяся в некоторых опухолях, например, в медуллярном раке C-клеток щитовидной железы. В этом случае предшественником амилоида являются патологические фрагменты кальцитонина.
ASC1-амилоидоз — старческий системный амилоидоз. Предшественником фибриллярного белка ASC1 является сывороточный преальбумин. Считается, что в связи с нарушением метаболизма преальбумина в пожилом и старческом возрасте повышается склонность к образованию мутантного белка из циркулирующей крови.
Аβ-амилоидоз — при болезни Альцгеймера, иногда семейные случаи.
AIAPP-амилоидоз — островков Лангерганса при II типе сахарного диабета и инсулиноме.
Амилоидоз финского типа — редкий тип амилоидоза, вызываемый мутацией гена GSN, кодирующего белок джелсолин.

## Клиническая картина
Интенсивность клинических проявлений зависит от локализации и распространенности амилоидных отложений. Этим обуславливаются длительность заболевания и наличие осложнений. Наиболее типично поражение почек, иногда бывают поражения пищевода, селезёнки, кишечника, а также желудка. При амилоидозе почек наблюдается длительный скрытый период болезни, при котором отсутствуют значительные симптомы, — наблюдаются лишь незначительная слабость и снижение активности. После двух недель течения скрытого периода появляются отеки почек, их дисфункция (появление в моче белков — развитие протеинурии, а также форменных элементов крови), сердечная недостаточность.
При амилоидозе желудка наблюдаются тяжесть в эпигастральной области, ослабление перистальтики желудка после употребления пищи.
При амилоидозе кишечника наблюдаются тяжесть и тупые боли в области живота, диарея.

## Микроскопическая характеристика
Амилоид в микропрепаратах выглядит как аморфная эозинофильная масса, которую можно дифференцировать от гиалина специальной окраской и характером накопления в ткани. При использовании красителя конго красный амилоид избирательно выкрашивается в красный цвет, однако для исключения ложноположительных результатов используют исследование в поляризованном свете.
Прижизненная диагностика AA-амилоидоза основана на исследовании инцизионного биоптата слизистой полости рта или щипкового биоптата толстой кишки.

## Макроскопическая характеристика
Для органа характерно увеличение размеров, деревянистая плотность, восковидный или сальный вид.
Патологоанатомы используют термины «большая сальная почка» и «большая белая амилоидная почка» (увеличенная в объёме и весе плотная почка, серо-розовая на разрезе, с сальным блеском и нечёткой границей между корковым и мозговым веществом).

## Лечение
Иммунодепрессивные (то есть угнетающие иммунобиологические реакции) и печёночные препараты.
Подтип АА не лечится.
Применение мелфалана и преднизолона, пересадка сердца и почек, гемодиализ способствуют увеличению выживаемости пациентов.
Применение колхицина при вторичном амилоидозе АА, он блокирует образование амилоидных фракций.
В июле 2018 года EMA и в октябре 2018 года FDA одобрили «Тегседи» (Tegsedi, инотерсен), предназначенный для терапии наследственного транстиретинового амилоидоза (hATTR) с полинейропатией (hATTR-PN), также известного как семейная амилоидная полинейропатия (FAP). Подкожно назначаемый инотерсен (inotersen) — антисмысловой олигонуклеотид, ингибирующий синтез транстиретина в печени. Инотерсен, будучи в точности комплементарным матричной РНК (мРНК), кодирующей транстиретин, связывается с её нетранслируемым участком, тем самым приводя к её же разрушению рибонуклеазой. В итоге предотвращается трансляция и останавливается синтез как мутантной, так и дикой формы транстиретина. Препарат разработан «Аксиа терапьютикс» (Akcea Therapeutics), принадлежащей «Айонис фармасьютикалс» (Ionis Pharmaceuticals).
В августе 2018 года FDA одобрило «Онпаттро» (Onpattro, патисиран), предназначенный для терапии наследственного транстиретинового амилоидоза с полинейропатией. Препарат, разработанный «Алнайлам фармасьютикалс» (Alnylam Pharmaceuticals), стал первым в мире, построенным по технологии РНК-интерференции (RNAi). Внутривенно назначаемый патисиран (patisiran) — двухцепочечная малая интерферирующая РНК (миРНК), вызывающая расщепление мРНК транстиретина (TTR) мутантного и дикого типов посредством РНК-интерференции. Итогом становится резкое снижение концентрации доступной для трансляции мРНК TTR, что приводит к уменьшению уровня сывороточного транстиретина и, соответственно, количества его некорректных мономеров, агрегирующихся и формирующих токсичные амилоидные отложения. В 2022 г. был одобрен вутрисиран. В 2024 г. был одобрен акорамидис для лечения кардиомиопатии.
Моноклональные антитела: даратумумаб. Проходят клинические испытания: биртамимаб, эплонтерсен.